# 1,4-benzochinon
1,4-benzochinon of p-benzochinon (IUPAC-naam: cyclohexa-2,5-dieen-1,4-dion) is een organische verbinding met als brutoformule C6H4O2. De zuivere stof komt voor als geel-groene naaldvormige kristallen met een indringende geur, die slecht oplosbaar zijn in water.

## Synthese
1,4-benzochinon kan bereid worden door de oxidatie van benzeen, aniline of hydrochinon door middel van verschillende oxidatoren. Hydrochinon reageert daarbij het best en het snelst. Typisch wordt gebruikgemaakt van waterstofperoxide als oxidator, met di-jood of een jodidezout als katalysator. Alternatieve manieren maken gebruik van natriumchloraat als oxidator en vanadium(V)oxide als katalysator in zwavelzuur. Ook natriumdichromaat kan dienen als oxidator. Het oplosmiddel is doorgaans polair, zoals 2-propanol.
De kristallen worden opgezuiverd door sublimatie onder vacuüm of door omkristallisatie uit petroleumether.
Een historische syntheseroute vertrekt vanuit chinazuur, dat in 1790 door de Russische scheikundige Alexander Abramowitsj Woskressenski werd geïsoleerd uit de bast van de Cinchona (die ook kinine bevat). Dit zuur wordt geoxideerd met mangaan(IV)oxide en zwavelzuur:

## Structuur en eigenschappen
1,4-benzochinon is het oxidatieproduct van hydrochinon. Normaal gesproken zijn fenolen niet makkelijk te oxideren omdat dat ook leidt tot het opheffen van de aromaticiteit van de benzeenring. Hoewel het verlies van aromaticiteit bij hydrochinon ook waar is, biedt het ontstaan van het geconjugeerde diketon voldoende energiewinst. Het redoxproces tussen beide verbindingen verloopt via een reeks van elektronentransfers:
Naast de 1,4-verbinding vertoont ook de 1,2-verbinding (1,2-benzochinon) vergelijkbare eigenschappen.

## Toepassingen
In de jaren 50 en '60 van de 20e eeuw was het 1,4-benzochinon-hydrochinon-redoxkoppel een van de eerste manieren om de pH van een oplossing te meten. Tegenwoordig worden dergelijke metingen verricht met pH-meters of via titratie.

## Biologie
In een groot aantal biologische redoxreacties treden derivaten van 1,4-benzochinon op. De structuur komt immers voor in talrijke biologisch actieve verbindingen, zoals co-enzym Q10 (ubichinon), vitamine K1 (fyllochinon), vitamine K2 (menachinon) en plastochinon (belangrijk bij fotosynthese).

## Toxicologie en veiligheid
Bij contact met de huid kan 1,4-benzochinon een bruine verkleuring veroorzaken, leidend tot roodheid, jeuk of een tintelend gevoel en huiduitslag. Lokaal kan het zorgen voor necrose van het weefsel. 1,4-benzochinon is bijzonder irriterend voor de ogen en het ademhalingsstelsel. Aangezien de stof gemakkelijk sublimeert, kunnen snel schadelijke concentraties van dampen in de lucht ontstaan. Inhalatie van de dampen of van fijne stofdeeltjes kan leiden tot longoedeem, hoesten en een branderig gevoel in de keelholte. Boven 124°C ontleedt 1,4-benzochinon in onder andere koolstofdioxide en koolstofmonoxide.